# Carlos Augusto Rivas Murillo
Carlos Augusto Rivas Murillo (Jamundí, 15 aprile 1994) è un calciatore colombiano, attaccante svincolato.

## Carriera
Carlos Rivas comincia la sua attività professionistica nella serie A colombiana con l'Once Caldas. Nella stagione successiva si trasferisce al Deportivo Cali concludendo la stagione con 18 reti in 47 partite in tutte le competizioni ufficiali. Nella stagione 2014 conquista il primo titolo nazionale con la squadra di Cali. Nel gennaio 2015 viene acquistato dall'Orlando City insieme al suo compagno di squadra Cristian Higuita. Fa il suo debutto nella Major League Soccer l'8 marzo dello stesso anno contro l'altra squadra esordiente, il New York City. Il 3 gennaio 2018 passa ai New York Red Bulls con Tommy Redding, nello scambio per Sacha Kljestan.

## Palmarès

### Competizioni nazionali
- Súper Liga: 1

Deportivo Cali: 2014